# カンポ・ディ・ジョーヴェ
カンポ・ディ・ジョーヴェ（イタリア語: Campo di Giove）は、イタリア共和国アブルッツォ州ラクイラ県にある、人口約800人の基礎自治体（コムーネ）。

## 地理

### 位置・広がり

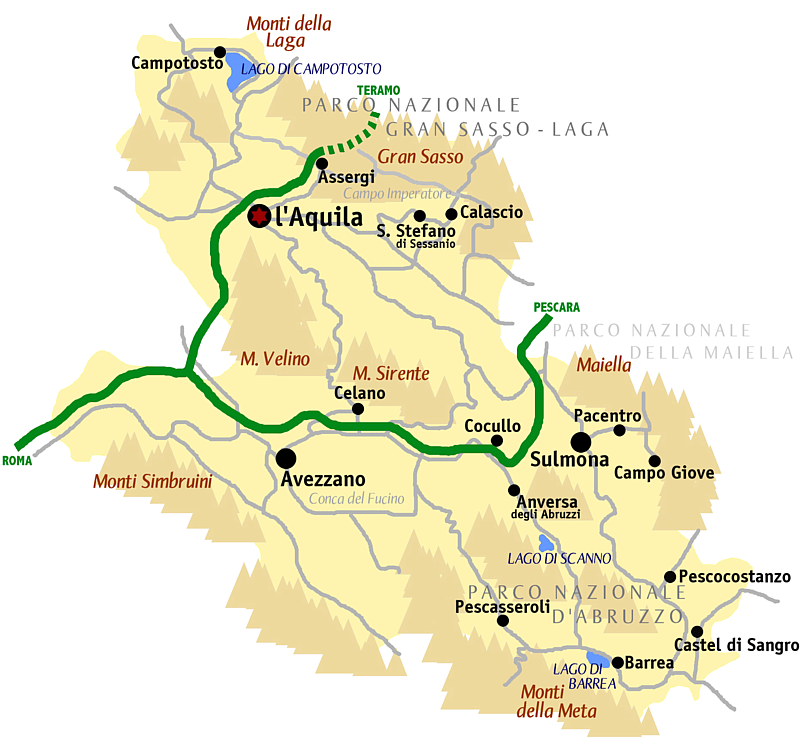
ラクイラ県概略図

ラクイラ県南東部に位置するコムーネ。

#### 隣接コムーネ
隣接するコムーネは以下の通り。括弧内のCHはキエーティ県所属を示す。
- カンサーノ
- パチェントロ
- パレーナ (CH)